# Kaj Sierhuis
Kaj Sierhuis (Atene, 27 aprile 1998) è un calciatore olandese, attaccante del Fortuna Sittard.

## Caratteristiche tecniche
Centravanti con un ottimo senso del gol, si è messo in luce per l'abilità nel segnare in acrobazia.

## Carriera

### Club
Cresciuto nel settore giovanile dell'Ajax, esordisce con i lancieri il 25 luglio 2018 in occasione dell'incontro di qualificazione per la UEFA Champions League 2018-2019 vinto 2-0 contro lo Sturm Graz.
Esordisce in Eredivisie l'11 agosto seguente in occasione dell'incontro pareggiato 1-1 contro l'Heracles Almelo.
Il 21 settembre 2018 rinnova fino al 2021 con il club olandese A gennaio passa in prestito al Groningen con cui colleziona 35 presenze e 10 gol in Eredivisie in un anno.
Il 31 gennaio 2020 viene venduto allo Stade Reims per 4 milioni di euro.
Il 31 agosto 2021 viene ceduto in prestito all'Heracles Almelo.

### Nazionale
Ha giocato nella nazionale olandese Under-19.

## Statistiche

### Presenze e reti nei club
Statistiche aggiornate al 18 giugno 2023.
| Stagione           | Squadra            | Campionato         | Campionato | Campionato | Coppe nazionali | Coppe nazionali | Coppe nazionali | Coppe continentali | Coppe continentali | Coppe continentali | Altre coppe | Altre coppe | Altre coppe | Totale | Totale |
| Stagione           | Squadra            | Comp               | Pres       | Reti       | Comp            | Pres            | Reti            | Comp               | Pres               | Reti               | Comp        | Pres        | Reti        | Pres   | Reti   |
| ------------------ | ------------------ | ------------------ | ---------- | ---------- | --------------- | --------------- | --------------- | ------------------ | ------------------ | ------------------ | ----------- | ----------- | ----------- | ------ | ------ |
| 2016-2017          | Jong Ajax          | 1D                 | 8          | 4          | -               | -               | -               | -                  | -                  | -                  | -           | -           | -           | 8      | 4      |
| 2017-2018          | Jong Ajax          | 1D                 | 20         | 14         | -               | -               | -               | -                  | -                  | -                  | -           | -           | -           | 20     | 14     |
| 2018-2019          | Jong Ajax          | 1D                 | 13         | 4          | -               | -               | -               | -                  | -                  | -                  | -           | -           | -           | 13     | 4      |
| Totale Jong Ajax   | Totale Jong Ajax   | Totale Jong Ajax   | 41         | 22         |                 | -               | -               |                    | -                  | -                  |             | -           | -           | 41     | 22     |
| 2018-gen. 2019     | Ajax               | ED                 | 2          | 0          | CO              | 0               | 0               | UCL                | 1                  | 0                  | -           | -           | -           | 3      | 0      |
| gen.-giu. 2019     | Groningen          | ED                 | 19         | 4          | CO              | 0               | 0               | -                  | -                  | -                  | -           | -           | -           | 19     | 4      |
| 2019-gen. 2020     | Groningen          | ED                 | 16         | 6          | CO              | 2               | 0               | -                  | -                  | -                  | -           | -           | -           | 18     | 6      |
| Totale Groningen   | Totale Groningen   | Totale Groningen   | 35         | 10         |                 | 2               | 0               |                    | -                  | -                  |             | -           | -           | 37     | 10     |
| gen.-giu. 2020     | Stade Reims        | L1                 | 1          | 0          | -               | -               | -               | -                  | -                  | -                  | -           | -           | -           | 1      | 0      |
| 2020-2021          | Stade Reims        | L1                 | 24         | 0          | CF              | 1               | 1               | UEL                | 2                  | 0                  | -           | -           | -           | 27     | 1      |
| lug.-ago.2021      | Stade Reims        | L1                 | 2          | 0          | CF              | -               | -               | -                  | -                  | -                  | -           | -           | -           | 2      | 0      |
| set.2021-2022      | Heracles Almelo    | ED                 | 18         | 4          | CO              | 1               | 0               | -                  | -                  | -                  | -           | -           | -           | 19     | 4      |
| 2022-2023          | Stade Reims        | L1                 | 14         | 0          | CF              | 3               | 2               | -                  | -                  | -                  | -           | -           | -           | 17     | 2      |
| Totale Stade Reims | Totale Stade Reims | Totale Stade Reims | 41         | 0          |                 | 4               | 3               |                    | 2                  | 0                  |             | -           | -           | 47     | 3      |
| Totale carriera    | Totale carriera    | Totale carriera    | 137        | 36         |                 | 7               | 3               |                    | 3                  | 0                  |             | -           | -           | 147    | 39     |

## Palmarès

### Club
- Eerste Divisie: 1

Jong Ajax: 2017-2018

### Individuale
- Capocannoniere della UEFA Youth League: 1

2016-2017 (8 reti)